# Orden des heiligen Hieronymus (Meißen)
Der sächsische Orden des heiligen Hieronymus war eine Adelsgesellschaft im Kurfürstentum Sachsen. Er wurde am 30. September 1450, dem Tag des heiligen Hieronymus, von Kurfürst Friedrich II. in Meißen gestiftet. Vorbild war der Schwanenorden in Brandenburg, dessen Bedeutung er aber nie erreichte.
Der Orden sollte „zu Ehren und Würdigkeit des heiligen Hieronymus, als eines harten Hammers und schweren Vertreibers der Ketzer“, besonders der Hussiten, bestimmt sein. Mitglied konnte nur ein Mann mit vier Generationen adliger Vorfahren und edlem Lebenswandel werden. Eigens wurde durch den Stifter ein Altar in der Meißener Kapelle der Heiligen Drei Könige aufgestellt. Hier sollten alle Ordensleute ihre Messe und Andacht für sich und den Orden halten. In Not geratene Mitglieder konnten auf Hilfe durch den Stifter erhoffen. Der Orden erlosch etwa um 1485.
Das Ordenszeichen war ein Löwe unter einem Kardinalshut, Attribute des Heiligen Hieronymus. Es wurde an einer Collane aus gebogenen Griffeln getragen, die die Ordensdevise O wie groß ist der gloube, den der heylige sent Ieronimus gelert hat unde geprediget zeigte.